# Mimectatina truncatipennis
Mimectatina truncatipennis är en skalbaggsart som först beskrevs av Maurice Pic 1944.  Mimectatina truncatipennis ingår i släktet Mimectatina och familjen långhorningar. Inga underarter finns listade i Catalogue of Life.